# Karl Woldemar von Löwis of Menar

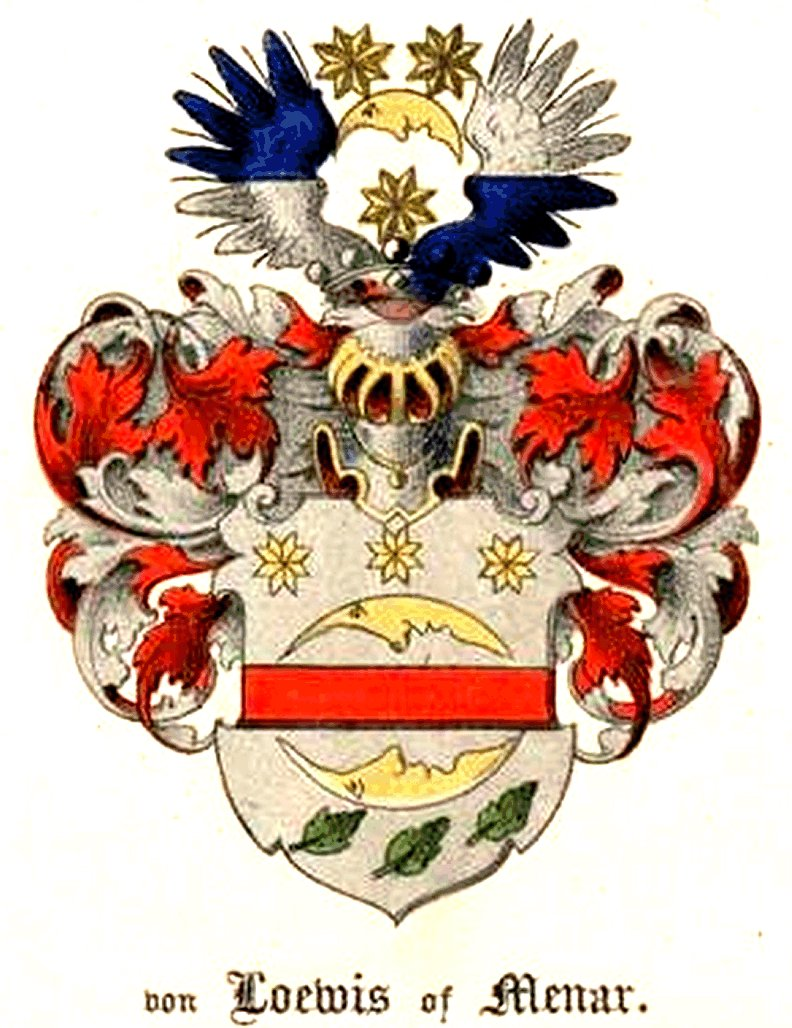
Familienwappen derer von Löwis of Menar

Karl Woldemar von Löwis of Menar (* 7. September 1855 auf Gut Panten, Salisburg; † 7. Mai 1930 in Riga) stammte aus der livländischen Ritterschaft und war Historiker und Kartograf.

## Familie
Karl Woldemar von Löwis of Menar stammte aus der livländischen Adelsfamilie Löwis of Menar, deren Vorfahren aus Schottland ins Baltikum emigriert waren. Einer seiner Vorfahren war der kaiserlich-russische Generalleutnant Friedrich von Löwis of Menar.
Am 30. Juli 1872 heiratete er Vita Emilie Louise von Stjernhjelm auf Gut Wassula bei Dorpat, deren Vorfahren aus der Livländischen Ritterschaft stammten. Mit ihr hatte er drei Töchter und drei Söhne.

## Leben
Löwis of Menar studierte Maschinenbau von 1876 bis 1877 in Riga und von 1877 bis 1881 in Stuttgart.
Er war von 1882 bis 1884 Assessor am Ordnungsgericht in Riga, von 1885 bis 1919 Bibliothekar an der Livländischen Ritterschaftsbibliothek in Riga. Ab Herbst 1891 hielt er deutschsprachige Vorlesungen an der Universität Riga. Er engagierte sich in Riga ehrenamtlich im Dombauverein und in der Gesellschaft für Geschichte und Altertumskunde der Ostseeprovinzen Russlands.

## Ehrungen
1921 verlieh ihm die Universität Freiburg im Breisgau die Ehrendoktorwürde.

## Werke
- Erläuterungen zu der Karte von Livland im Mittelalter, Franz Kluge, Reval 1895 Livland im Mittelalter (Karte digitalisiert)
- Die Städtische Profanarchitektur der Gothik, der Renaissance und des Barocco in Riga, Reval und Narva, Lübeck 1892
- Die Düna von der Ogermündung bis Riga und der Badeort Baldohn, Riga 1910
- Die heidnischen Wallburgen und urgeschichtlichen Grenzen, 1910
- Trojaburgen. Jahrbuch des Vereins für Heimatkunde in Livland, Riga 1911/12
- Führer durch die Livländische Schweiz sowie Wenden und Wolmar mit dem benachbarten Aatal, 3. Auflage, Riga 1912, zusammen mit Friedrich Bienemann.
- Riga, Joneck & Poliewsky, Riga 1918
- Burgenlexikon für Alt-Livland, Riga 1922 Digitalisat